# Mænd og høns
Mænd og høns er en dansk komediefilm fra 2015, med bl.a. Mads Mikkelsen, David Dencik, Nicolas Bro, Ole Thestrup, Nikolaj Lie Kaas og Søren Malling og Bodil Jørgensen. Anders Thomas Jensen er manuskriptforfatter og instruktør. Det er det fjerde samarbejde mellem Mikkelsen og Thomas Jensen (efter Blinkende lygter, De grønne slagtere og Adams æbler).
Filmen handler om de to brødre Elias (Mads Mikkelsen) og Gabriel (David Dencik). Da de finder ud af, at de er adopterede beslutter de sig for at opsøge deres biologiske far og tre ukendte brødre. Thomas Jensen har udtalt at filmen både har et darwinistisk og bibelsk tema: "Uden at lave en konklusion ligger temaerne op ad hinanden, spiller ind i hinanden og i vores hovedperson David Denciks – jeg kan ikke lide ordet, for det bliver så prætentiøst – ’eksistentialistiske rejse’".
Mænd og høns blev den næstmest sete danske biograffilm i 2015 med 357.850 solgte billetter. Filmen solgte 91.326 billetter i åbningsweekenden, hvilket overgår Anders Thomas Jensens tidligere film som instruktør.

## Indspilning
Optagelserne startede cirka i midten af maj, og afsluttede engang i juli 2014.